# Magnus Hellberg
Magnus Hellberg, född den 4 april 1991 i Uppsala, är en svensk ishockeymålvakt som spelar för Dallas Stars i NHL. 
Han har tidigare spelat på NHL-nivå för New York Rangers och Nashville Predators, samt för HC Red Star Kunlun i KHL, och även på lägre nivåer för Hartford Wolf Pack och Milwaukee Admirals i AHL samt Cincinnati Cyclones i ECHL, Frölunda HC i SHL och Örebro HK och Almtuna IS i Hockeyallsvenskan.  
Hellbergs moderklubb är Almtuna IS. 
Han blev draftad som nummer 38 och förste målvakt av laget Nashville Predators i NHL-draften 2011.

## Landslagskarriär
Hellberg gjorde sin debut i det svenska landslaget den 10 november 2017. Matchen spelades mot Kanada och slutade 2-0.
Han var med i laget som tog VM-guld i Köpenhamn 2018.